# Bartolomeo Manopola
Bartolomeo Manopola, talvolta anche Monopola (Venezia, ... – Venezia, ...; fl. 1597-1625), è stato un architetto italiano, cittadino della Repubblica di Venezia.

## Biografia

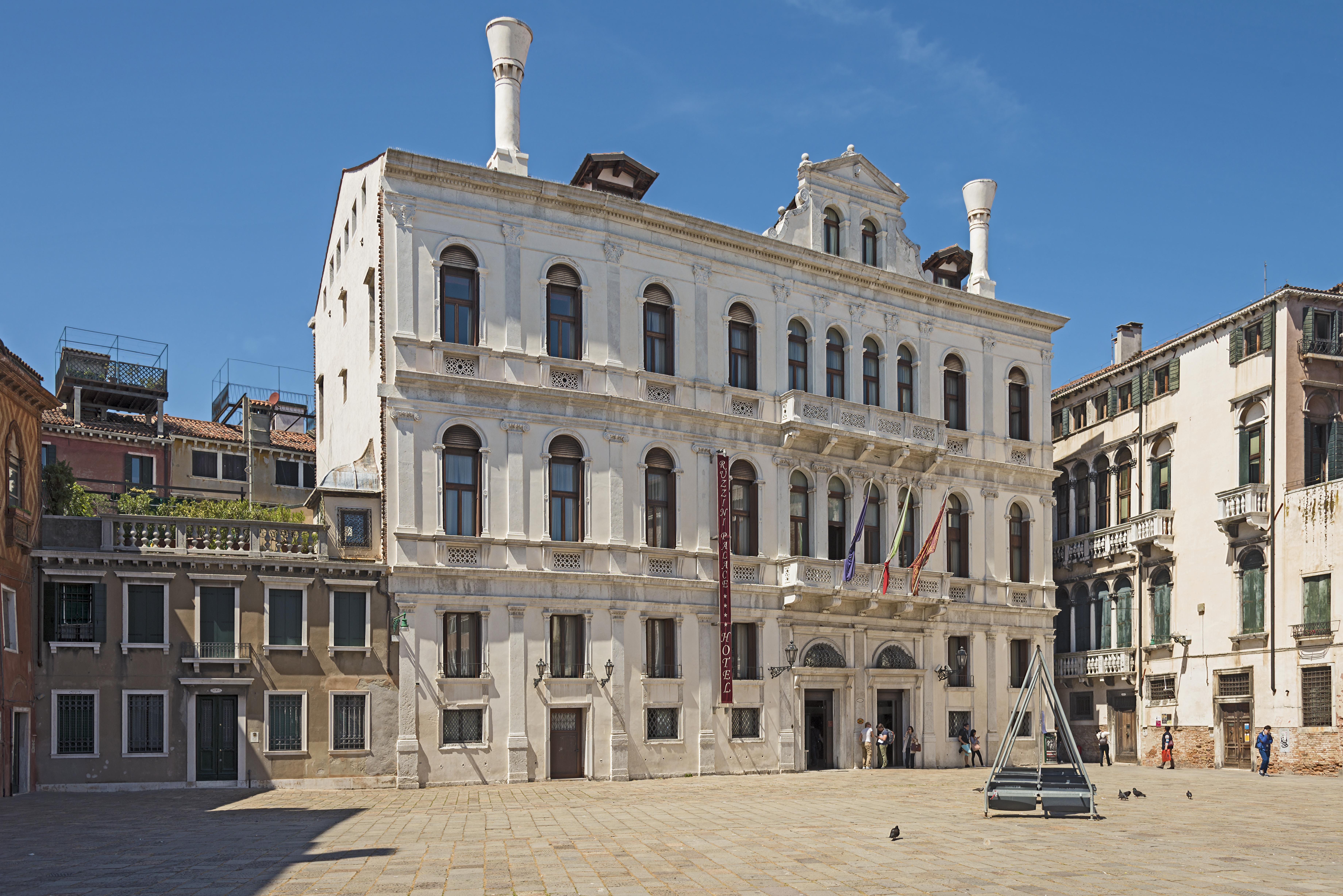
Palazzo Priuli Ruzzini, Venezia

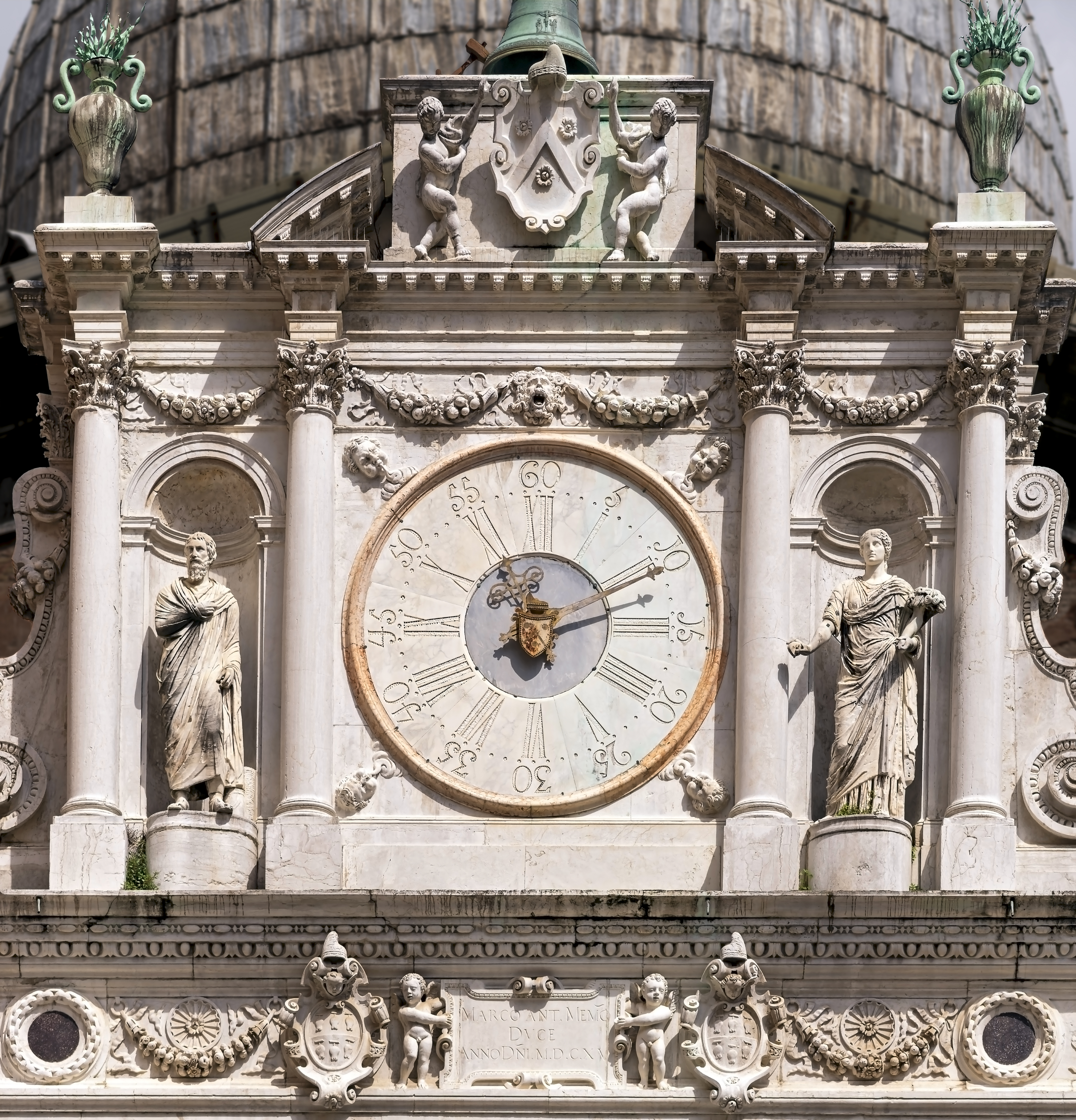
Sommità della facciata dell'orologio, fronte nord del cortile di Palazzo Ducale, Venezia.

Le attività di Bartolomeo Manopola sono documentate dal 1597 al 1623.
Tra i suoi lavori sono da ricordare il Palazzo Treves de Bonfili ed il Palazzo Priuli Ruzzini, che rappresenta una transione tra il Rinascimento ed il periodo barocco. Al Manopola è stato attribuito anche il progetto del Palazzo Bellavite, edificato nella seconda metà del Cinquecento in luogo dell'antico campanile della chiesa di San Maurizio. Inoltre gli è stato attribuito il progetto iniziale del Palazzo Pisani, che fu poi completato da Girolamo Frigimelica.
A partire dal 1602 realizzò il porticato terreno del cortile interno del Palazzo Ducale, riuscendo, con una arditissima operazione di ingegneria, ad aprire su questi fronti, prima chiusi, il nuovo portico ad imitazione di quelli già esistenti.
Tra il 1608 ed il 1615 nel cortile interno del Palazzo Ducale realizzò la facciata dell'orologio dove inserì motivi gotici nell'impianto classicheggiante, ornato nelle nicchie da sei statue di età romana, donate dal procuratore Federico Contarini nel 1613.
All'interno del Palazzo Ducale, realizzò tra il 1618 e il 1623 la Sala dei Banchetti, che un tempo era comunicante con la Camera degli Stucchi collegata alla residenza mediante un corridoio pensile poi demolito.